# Syndyas
Syndyas is een geslacht van insecten uit de familie van de Hybotidae, die tot de orde tweevleugeligen (Diptera) behoort.

## Soorten
Deze lijst van 8 stuks is mogelijk niet compleet.
- S. austropolita Teskey and Chillcott, 1977
- S. dorsalis Loew, 1861
- S. lustricola Teskey and Chillcott, 1977
- S. merbleuensis Teskey and Chillcott, 1977
- S. nigripes (Zetterstedt, 1842)
- S. pleuripolita Teskey and Chillcott, 1977
- S. polita Loew, 1861
- S. subsabinios Chvala, 1975